# Ватроглави краљић
Ватроглави краљић (лат. Regulus ignicapilla) врло је мала птица певачица из породице краљића. Гнезди се на подручјима Европе и северозападне Африке на којима влада умерена клима, те је делимично птица селица јер се сели са птицама средишње Европе које зиму проводе јужно и западно од подручја на ком се размножавају. Ватроглави краљић на Балеарима и у северној Африци је признат као засебна подврста Regulus ignicapilla balearicus, али популација на Мадеири, која је пре била класификована као подврста, данас се сматра засебном врстом, мадеирским ватроглавим краљићем (Regulus madeirensis). Фосилски предак је идентификован на темељу само једне кости крила.
Овај краљић има зеленкасту боју горњег дела тела са белим шарама. Има бела пера око крила, црну пругу око ока, изнад и испод које су пруге беле боје. Ћуба на глави, наранџаста код мужјака и жута код женке, показује се током парења, због чега је и добио свој енглески назив, Ватрена ћуба (енгл. firecrest). Птица површно личи на краљића, са којим дели ареал распрострањења у Европи, али ватроглави краљић има бронзана рамена и изражајне шаре по глави. Песма се састоји од високих танких нота, које су мање висине од оне његовог рођака.
Ватроглави краљић се гнезди у широколисним или четинарским шумама умерених предела и вртовима, где гради компактна гнезда од три слоја на гранама. Женка сама лежи на седам до дванаест јаја, а оба родитеља хране излегле птиће, који сазре 22—24 дана након што су се излегли. Ватроглави краљић је непрестано у покрету и често лебди док тражи инсекте којима се храни, а зими се често придружују скупинама сеница. Иако је било случајева локалног опадања његовог броја, ова врста није на попису брига организација за заштиту врста због своје велике европске популације и ширења својег опсега станишта у 20. веку. Каткад је мета птица грабљивица или паразита. Могуће је да је ова врста била изворно „краљ птица” у европском фолклору.

## Опис
Ватроглави краљић је малена птица, око 9 cm дугачка са распоном крила од 13 до 16 cm, која тежи око 4—7 грама. Има светло зеленкасте горње делове тела са бронзаном мрљом на сваком рамену, као и белим доњим деловима са смеђе-сивим бојама на прсима и боку. Има две беле пруге испод крила, црно перје на врху крила и смеђе-црне ноге. Шаре на глави су упечатљиве: ћуба на глави је наранџаста код мужјака и жута код женке. Женка се разликује од мужјака и по скромнијим бојама перја, као и по мањој величини. Млади имају сивкасте боје и немају шарену ћубу; остала обележја на глави су присутна, али слабијих боја од одраслих. До прве зиме, једино им се не мењају перја за лет и на репу теком митарења, а младе птице су тада већ готово идентичне са одраслим. Ова птица скаче тако што тело држи у хоризонталном положају, а њен лет је слаб и попраћен зујањем, са понекад брзим и окретним маневрима.
Одрасли ватроглави краљић се ретко када може заменити са другим врстама; Паласов звиждак има сличну главу и шаре, али му ћуба има бледо жуту боју, а не изражајно бронзану. Млади ватроглави краљић се каткад замени са краљићем, али често има довољно шара на глави па се могу разликовати. Ватроглави краљић се такође разликује од Паласовог звиждака по томе што звиждак има бледу пругу на ћуби и жуто тело. Често се млади ватроглави краљић меша и са шаренокрилим звиждаком, који има сличне шаре на глави, али му је реса блеђа, трбух бео, а ноге тамније, смеђе.

## Таксономија и класификација
Краљићи се каткад укључују у грмуше, али им се често даје статус породице, поготово након што су недавна истраживања показала да су, упркос површним сличностима, краљићи филогенетски удаљени од грмуша. Имена породице, Regulidae, и њеног јединог рода, Regulus, потичу од лат. regulus, умањенице речи rex, „краљ”, те се односе на карактеристичне наранџасте или жуте ћубе одрасле птице. Ватроглавог краљића је први пут формално описао холандски зоолог Конрад Јакоб Теминк 1820. године као Sylvia ignicapilla; релативно касна идентификација ове честе европске птице објашњава се тиме да је било распрострањено мишљење да се ради о неком варијетету краљића. Име врсте потиче од латинске речи ignis — „ватра” — и — capillus — „коса”. Поред тога, често се погрешно назива R. ignicapillus због неразумевања граматике латинског језика.
Постоје две широко признате подврсте ватроглавог краљића, R. i. ignicapilla и медитерански R. i. balearicus (von Jordans, 1923). Ова друга подврста насељава Балеаре и север Африке, те је незнатно блеђа испод и сивкастија на врху од прве подврсте. Неки су предлагали друге подврсте, укључујући југоисточни R. i. caucasicus, северноафрички R. i. laeneni, и кримски R. i. tauricus. Ватроглави краљић са Мадеире, R. madeirensis, такође је формално сматран подврстом, али филогенетске анализе на темељу цитохрома б показале су да се мадеирски краљић разликује на нивоу врсте. Разлика гена цитохрома б између мадеирског и европског ватроглавог краљића је 8,5%, што се може упоредити са нивоом разноликости између осталих врста рода Regulus, као што је 9% између краљића (Regulus regulus) и америчког жутоглавог краљића. Та острвска врста се такође разликује у морфологији и вокализацији. Сугерисану поделу прихватило је и Удружење комитета европских реткости (AERC) 2003. године, иако неки ауторитети, као што је The Clements checklist, нису признали ову нову врсту.
Тајванског краљића (Regulus goodfellowi) неки сматрају расом ватроглавог краљића; ипак, песма ове тајванске птице, која је слична хималајским расама краљића (Regulus regulus) и генетичке информације указују да је повезан са хималајским краљићем, као и само удаљено са врстом ватроглавог краљића. Краљићи на Канарима, који су се такође сматрали блискима ватроглавим краљићима, данас се сматрају двема подврстама краљића.

### Фосили
Постоји јако мало фосила из плеистоцена (пре 2,6 милиона до 12.000 година) из Европе и Израела који се односе на постојеће врсте рода Regulus, већином краљића или неидентификованих врста, али и шпанског примерка ватроглавог краљића. Лакатна кост из Бугарске је идентификована да припада фосилној врсти, Regulus bulgaricus, од пре 2,6 милиона година. Чини се да се ради о претку данашњег ватроглавог краљића, а жутоглави краљић се одвојио од ове линије средином плеистоцена.

## Распрострањеност и станиште
Ватроглави краљић се гнезди и обитава у широколисним и мешовитим шумама умерене климе, а воли храст плутњак и јову где је могуће, али и букву и божићно дрво. Настањује и мешовите широколисне и четинарске шуме, посебно неке врсте дрвећа као што су смрека, јела, кедар и бор, често оне уз које расту клека, бршљан или двиља ружа. У сувим медитеранским подручјима настањује четинаре, храстове и мешовите шуме на надморској висини до 2.800 m. За разлику од специјализованих птица, као што је шумски бргљез и краткокљуни пузавац, који се хране на деблу, краљићу нису потребне велике шуме, а њихова густина популације је независна од величине шуме. Зими се мање ослања на зимзелено дрвеће него краљић, па се премешта према граници шуме и према шикари. Путује сам или у паровима, па често одлази у грмље и нижу вегетацију. Ова врста опстаје и по урбаним подручјима, ако постоји прикладно подручје по парковима или великим вртовима; густина популације по вртовима се може упоредити и са највећим нивоима у природним стаништима.
Ова птица се гнезди по готово целој Европи, од јужне Енглеске, Француске, Шпаније и Португалије на западу па све до Белорусије, Украјине, Грчке и Балтика на истоку и северу. Постоје и изоловане популације источно од главних станишта, у западној Грузији, Криму и Турској. Њен ареал је између 16 и 24° изолинија. Јужне птице су углавном станарице, за разлику од северних и источних популација које мигрирају током зиме према медитеранским подручјима. R. i. balearicus обитава на Балеарима и у северним деловима Марока, Алжира и Туниса. Ова врста примећена је и на удаљеним местима по Норвешкој, Финској, Естонији, Кипру, Египту и Либану.

## Исхрана
Све врсте краљића су готово искључиво инсектоједи и хране се зглавкарима са меканом кутикулом, као што су скокуни, лисна ваш и пауци. Хране се и личинкама и јајима паука и инсеката, а повремено узимају и пелуд. Све врсте лебде пре него што нађу и ухвате инсекта. Ватроглави краљић воли велики плен, за разлику од жутоглавог. И једна и друга врста се често хране инсектима заробљеним у паучини, а ватроглави краљић често поједе и самог паука.
Ватроглави краљић се храни по дрвећу и искоришћава горњу површину грана код четинара и лишћа истих. То је у супротности са краљићем који се често храни на унутрашњим странама грана и лишћа. Током зиме, јата ватроглавог краљића покривају површине тла три пута брже од краљића, па игноришу најмањи плен у поређењу са својим рођаком; већи бескичмењаци се убијају тако што их лупају о грану. Ватроглави краљић се бољe храни док стоји јер има ноге које су боље прилагођене за грабљење.
Млади се хране готово искључиво скокунима; једини изузеци су повремено пауци. Од петог дана па надаље, храна за птиће у гнезду укључује и биљне ваши и велику количину пужевих кућица које су потребне за раст костију. Након друге недеље, храна укључује и велике мољце и гусенице, као и разне врсте зглавкара које одрасли углавном избегавају, као што су косци, ухолаже и стоноге.
Током зиме, ватроглави краљић се удружи са другим птицама, као што су сенице и друге врапчарке. Тада лови на већем распону висина и типова вегетације него када се храни сам. Врсте које се хране у јату имају два пута више успеха од солитарних птица. У неким подручјима, зимске птице су развиле навику да се приближе станицама за храњење животиња ради масне хране, каткад заједно са краљићем и другим птицама, као што је обични звиждак и црнокапа грмуша. Систем за варење ватроглавог краљића је прилагођен инсектима, док друге врапчарке укључују и воће у јесењу прехрану. Шпанска студија је упоредила род Sylvia са ватроглавим краљићем и горским звиждаком. Резултати су указали да, зависно од телесне тежине, инсектоједи су имали краћа црева, али дужи циклус пролаза хране кроз црева него врста звиждака. Инсектоједи су често и мањи од сваштоједа.

## Размножавање
Ватроглави краљић је моногаман. Мужјак пева током раздобља парења, често са уздигнутом ћубом и шепури се тако што врх перја упери према женки, покаже ћубу и шаре на глави. По томе се такође разликује од краљића који се поклони како би нагласио ћубу на глави. Територија у време парења је велика отприлике 0,5 хектара и поклапа се са суседним територијима краљића. Те две врсте птице се каткад могу и сукобити док бране територију, али количина стварног супарништва између њих вероватно није велика. Шпанска студија сугерише да су ти територијални сукоби, и други феномени попут мужјака који певају мешаном или алтернативном песмом, вероватно најчешћи када једна врста локално надмашује другу по бројности; код других случајева, два краљића су научила да игноришу песму једно другог. Током шепурења, мужјак ватроглавог краљића усмери ћубу према женки и лебди изнад ње пре парења.
Гнездо је често добро утврђено на грани, углавном не на превеликој висини, иако Ерик Симс запажа да су гнезда знала бити и на висини од 20 m. Ватроглави краљићи се каткад гнезде близу гнезда јастреба. То им омогућава да избегну опасност од главних непријатеља и предатора, као што је обични кобац, или крадљиваца гнезда — шојка и пегави детлић. Гнездо је затворено и саграђено од три слоја са маленим улазом на врху. Горњи слој чине маховина, гранчице, паучина и лишај. Паучина се користи да би каткад учврстила гранчице око гнезда. Средњи слој чине маховина, попраћена перјем (каткад и до 3.000). Гнездо је мање, дубље и компактније од оног које прави краљић, дубоко око 5–7 cm и широко око 8 cm. Женка сама прави гнездо, иако је мужјак прати док она прави гнездо током раздобља од око три недеље.
Лежење у западној Европи почиње већ у априлу, а на истоку крајем маја; друга генерација јаја, која је честа, одвија се између јуна и јула. Јаја су ружичаста са слабо приметним црвеним шарама, док јаја мадеирског ватроглавог краљића имају белу боју са смеђим пегама. Величина јаја је око 14×10 mm и теже око 0,7 грама, од чега 5% отпада на љуску. У једном гнезду има око 7—12 јаја. Женка лежи на јајима 14,5 до 16,5 дана, све док се млади не излегу, а сазру осам до десет дана након тога. Оба родитеља хране младе. Ова врста постаје полно зрела након једне године, а просечни животни век јој је мање од две године.
Упркос поклапању територија за парење, хибридизацију ватроглавог краљића и краљића вероватно спречавају разлике у шепурењу и изгледу главе. Чак и у студијама птица у којима је женка краљића добила уметну пругу око очију како би дошло до парења са мужјаком ватроглавог краљића, младе никада није одгојио мешани пар и чинили су се лоше адаптирани у поређењу са врстом родитеља.

## Вокализација
Песма се састоји од три или четири танке високе ноте, слично као и код жутоглавог краљића (Regulus regulus), али са нижом висином гласа, зит-зит-зит чешће него сее-сее-сее. Песма је спој позивних нота у дугој секвенци. Најчешће се састоји од 11—14 нота по певу, који постаје гласнији и бржи, а задње три ноте су различите од претходних: зит-зит-зит-зит-зит-зит-зит-зит-зит-зит-зирт.зирт.зирт. Пев обично траје 0,5–2,5 секунди, краћих од 3,5–4,0 секунди колико траје пев жутоглавог краљића и понавља се осам пута по минути. У мају и јуну, пев је најчешћи након свитања, али траје и током дана. Током парења, пев се углавном чује ујутро.
Песма медитеранске подврсте, R. i. balearicus, врло је слична песми главне подврсте R. i. ignicapilla. Једна значајна разлика одваја мадеиранског краљића (Regulus madeirensis) од ватроглавог краљића: острвска птица пева у три фазе, две од позива, а једна од љутог пева. Позивни пев има и јачу фреквенцију и хармонију од копнене подврсте.

## Предатори и паразити
Главни предатор малих шумских птица је обични кобац, чијих се 98% исхране састоји од птица. Шумска сова се ослања на улов сисара, али трећина њене хране су такође шумске птице. Јаја у гнезду могу појести веверице, шојке и пегави детлићи. Ватроглави краљић је наизглед непознат као домаћин кукавици, распрострањеном европском паразиту легла.
Инвазивни аргентински мрав (Linepithema humile) чест је у медитеранским подручјима, па смањује бројност зглавкара, тако што потискује домаће врсте мрава, што утиче и на ватроглавог краљића који на располагању има мање инсеката којима храни младе.
Постоји мањак информација о паразитима ватроглавог краљића, али распрострањена тетребова бува (Dasypsyllus gallinulae), примећена је у редовима рода Regulus. Пернате гриње су уочене код тих птица, међу њима и Proctophyllodes glandarinus. Те гриње живе на гљивицама које расту на перју. Гљивице на перју се изгледа хране кератином спољашњег перја или уљем од перја.

## Статус
Ватроглави краљић је проширио свој ареал распрострањења у 19. и 20. веку, када је колонизовао северну Француску, изградио прва гнезда у Холандији 1928. и Данској 1961. године. У Британији, забележен је тек у неколико случајева до 1839. године, али је забележено да се први пут гнездио тек 1962. године, а данас је распрострањен и може се наћи на југу Енглеске. Блаже зиме значе да птице могу презимити даље према северу, па се ареал распрострањења може проширити у будућности. Године 1986. забележена је и популација на северу Марока.
Раст популације ограничавају прикладна станишта, па могу настати локална опадања бројности због губитка четинара усред олује или сађења плантажа нових врста дрвећа, којима се потискују домаће листопадне врсте. Локално опадање популације може настати због загађења тешким металом који утиче на птице које се хране на тлу или проводе време по лишћу дрвећа. Ватроглави краљић има широки распон станишта па се процењује да му је популација између 10 и 30 милиона јединки, већином у Европи. Процењује се да је популација стабилна због недостатка доказа о опадању или озбиљној претњи. ИУЦН-ова црвена листа га на својој листи ставља као врсту која није угрожена.

## У култури
Аристотел и Плиније Старији наводе легенду о такмичењу између птица како би виделе која ће бити краљ, а титулу осваја она птица која може полетети до највеће висине. Испрва се чинило да ће јастреб победити с лакоћом, али се уморио и једна мала птица, која се скривала иза његовог репа, појавила се и полетела на још већој висини, па је освојила титулу. На темељу те легенде, у већини европског фолклора, царић (Troglodytes troglodytes) је описан као „краљ птица” или носилац пламена. Ипак, ови термини су се користили и за врсте рода Regulus, па се претпоставља да порекло назива потиче од ватрене ћубе на глави. Настала је и мања конфузија због сличности старогрчке речи за царића (βασιλεύς basileus, „цар”) и ћубе (βασιλισκος basiliskos, „царић”).

## Галерија
- Ватроглави краљић на чемпресу
- Илустрација
- Пример гнезда
- Ватроглави краљић у природи
- Птица у лету